# Абахо, Хосе Луис
Хосе Луис Абахо-Гомес (исп. José Luis Abajo Gómez, род.22 июня 1978) — испанский фехтовальщик-шпажист, призёр чемпионатов мира, Европы и Олимпийских игр.

## Биография
Родился в 1978 году в Мадриде. В 2000 году стал обладателем серебряной медали чемпионата Европы. В 2006 году стал обладателем серебряной медали чемпионата мира. В 2008 году принял участие в Олимпийских играх в Пекине, где завоевал бронзовую медаль. В 2009 году стал бронзовым призёром чемпионата мира. На чемпионате Европы 2014 года стал обладателем серебряной медали.